# Chalonnes-sur-Loire
Chalonnes-sur-Loire è un comune francese di 6 610 abitanti situato nel dipartimento del Maine e Loira nella regione dei Paesi della Loira.

## Società

### Evoluzione demografica
Abitanti censiti